# أوتو جسبرسن
اسمه الكامل ينْس أُتّو هاري يسْبرسِن عالم لغات وعالم صوتيات دنماركي وحجة بارزة عالمياً في قواعد اللغة الإنكليزية. ولد في بلدة راندرز وتوفي في مدينة روسكيلدِه، وأسهم في تطوير تعليم اللغات في المناهج التعليمية الأوربية، كماساعد بقسط كبير من خلال مؤلفاته المتعددة على تطوير علم الصوتيات والنظرية الألسنية وتاريخ اللغة الإنكليزية، إضافة إلى تأسيس لغة عالمية عُرفت باسم نوفيال.

## روابط خارجية
- أوتو جسبرسن على موقع الموسوعة البريطانية (الإنجليزية)